# 陳亹
陳亹（14世紀—15世紀），字尚勉，福建漳州府漳浦縣十七都人，明朝政治人物。

## 生平
陳亹是永樂十八年（1420年）庚子科舉人，正統元年（1436年）成進士。正統三年（1438年），授行在戶部廣東司主事，次年調任江西司主事，陞吏部考功司郎中。瓦刺入侵邊境、守臣無力防禦，他上呈《備邊禦戎策》。
天順元年（1457年），經吏部會同大臣薦舉，陳亹升任廣東右布政使。天順四年（1460年）轉左布政使，他本欲推辭，明英宗召至大殿諭遣，並賜膳給鈔。在廣東他務存大體、不事苛刻，同時招撫和抓捕新興、德慶、蓬州流賊，不久以疾求退，寫下《明己賦》。成化二年（1466年）得請回鄉，設立祠市祭田、修築書院，興建雲卧山房自住，徜徉山水。某天得知兒子陳柬買下鄉人若干田地，責問對方：「可以這樣取貧者所有嗎？」撕破契約還回土地。

## 著作
著有《梅菴存稿》、《經籍要覽》。

## 家族
姪孫陳奐，是成化十一年進士。

## 引用
1. ↑  康熙《漳浦縣志》·卷十二·選舉志上：進士……明……正統元年丙辰周旋榜 陳亹 廣東左布政，祀鄉賢，有傳……舉人……明……永樂十八年庚子吳觀榜……陳亹 翼［同科舉人］之弟，見進士
2. ↑  《明英宗睿皇帝實錄·卷四十五》：（正統三年八月己巳）擢進士黃平為吏部主事，陳亹為戶部主事，陸瑜、趙象、載相、楊珏、楊鏞為刑部主事，陳安為大理寺右寺副，俱行在。
3. ↑  《明英宗睿皇帝實錄·卷五十八》：（正統四年八月辛巳）復戶部雲南司主事羅復禮於貴州司，廣東司主事陳亹於江西司，復禮、亹初以剩員待次于家，及是至故有是命。
4. ↑  《明英宗睿皇帝實錄·卷二百七十七》：（天順元年四月丙午）陞吏部郎中陳亹為廣東右布政使……從吏部會同大臣薦舉也。
5. ↑  《明英宗睿皇帝實錄·卷三百十五》：（天順四年五月甲申）陞……廣西右布政使張文昌、廣東右布政使陳亹俱為本司左布政使……俱以吏部推薦也……
6. 1 2  康熙《漳浦縣志》·卷十五·人物志上》：陳亹，字尚勉，十七都人，幼頴悟，博極經史，正統元年第進士，授戶部主事，遷吏部考功司郎中，瓦刺犯邊、守臣失策，作《備邊禦戎策》以獻；天順四年廣東布政使員缺，廷議僉謂亹可，因除授陞辭退，召至殿諭遣賜膳給鈔。既至，務存大體、不事苛刻，時當劇賊作耗之後，所在寇攘兵疲，戰守苦供億，亹密相機宜，且撫且捕，招降新興、德慶、蓬州諸賊。既而以疾求退，著《明己賦》，成化丙戌得請，欣然歸里，飭先祠市祭田，脩書院雲卧山房以居，徜徉山水；聞其子柬買鄉人田若干，亹問之曰：「某丈貧若可取其有耶？」破劵還之，念其丈初從胡草澗學，不忍胡氏衰落，以女妻其孫。亹端嚴醇厚，政事文章推重一時，所著有《梅菴存稿》、《經籍要覽》，姪孫奐。奐，成化乙未進士……